# Pseudanophthalmus orthosulcatus
Pseudanophthalmus orthosulcatus är en skalbaggsart som beskrevs av Valentine. Pseudanophthalmus orthosulcatus ingår i släktet Pseudanophthalmus och familjen jordlöpare. Inga underarter finns listade i Catalogue of Life.